# Godfrey Kisitu
Godfrey Kisitu – ugandyjski piłkarz grający na pozycji pomocnika. W swojej karierze grał w reprezentacji Ugandy.

## Kariera klubowa
W swojej karierze piłkarskiej Kisitu grał w klubie Simba FC.

## Kariera reprezentacyjna
W 1976 roku Kisitu został powołany do reprezentacji Ugandy na Puchar Narodów Afryki 1976. Zagrał w nim w jednym meczu grupowym, z Gwineą (1:2).
W 1978 roku Kisitu został powołany do kadry na Puchar Narodów Afryki 1978. W tym turnieju zagrał w pięciu meczach: grupowych z Kongiem (3:1), w którym strzelił gola, z Tunezją (1:3) i z Marokiem (3:0), w którym strzelił gola, w półfinałowym z Nigerią (1:2) i w finałowym z Ghaną (0:2). Z Ugandą wywalczył wicemistrzostwo Afryki.